# Meijin 1992
Il Meijin 1992 è stata la 17ª edizione del torneo goistico giapponese Meijin.

## Qualificazioni
Dalle eliminatorie i giocatori qualificati al torneo finale sono stati Shuzo Awaji, Tatsuaki Iwata e Hideki Komatsu.

## Torneo
- W indica vittoria col bianco
- B indica vittoria col nero
- X indica la sconfitta
- +R indica che la partita si è conclusa per abbandono
- +N indica lo scarto dei punti a fine partita
- +F indica la vittoria per forfeit
- +T indica la vittoria per timeout
- +? indica una vittoria con scarto sconosciuto
- V indica una vittoria in cui non si conosce scarto e colore del giocatore

| Giocatore         | R.K.  | M.T.  | C.C. | N.Y.  | H.F.  | H.O. | T.I.  | S.A.  | H.K. | Risultato | Note                    |
| ----------------- | ----- | ----- | ---- | ----- | ----- | ---- | ----- | ----- | ---- | --------- | ----------------------- |
| Rin Kaiho         | –     | X     | X    | X     | W+R   | B+R  | W+R   | X     | X    | 3-5       |                         |
| Masaki Takemiya   | W+4,5 | –     | X    | W+3,5 | B+R   | X    | X     | X     | B+R  | 4-4       |                         |
| Cho Chikun        | B+4,5 | W+4,5 | –    | B+4,5 | X     | X    | W+4,5 | X     | W+R  | 5-3       |                         |
| Norimoto Yoda     | W+3,5 | X     | X    | –     | B+R   | X    | B+R   | W+R   | B+R  | 5-3       |                         |
| Hideyuki Fujisawa | X     | X     | B+R  | X     | –     | X    | X     | B+2,5 | X    | 2-6       | Retrocesso              |
| Hideo Otake       | X     | B+1,5 | W+R  | B+3,5 | W+6,5 | –    | B+R   | W+R   | B+R  | 7-1       | Qualificato alla finale |
| Tatsuaki Iwata    | X     | W+1,5 | X    | X     | B+3,5 | X    | –     | X     | X    | 3-5       | Retrocesso              |
| Shuzo Awaji       | W+R   | B+3,5 | W+R  | X     | X     | X    | W+5,5 | –     | B+R  | 5-3       |                         |
| Hideki Komatsu    | B+R   | X     | X    | X     | B+R   | X    | B+6,5 | X     | –    | 3-5       | Retrocesso              |

## Finale
La finale è stata una sfida al meglio delle sette partite.